# Кай Андруп
Кай Андруп (дан. Kaj Andrup, 29 травня 1903 — 20 січня 1988) — данський футболіст, що грав на позиції нападника. По завершенні ігрової кар'єри — тренер. Найбільш відомий виступами у французьких футбольних клубах. Чемпіон Франції.

## Життєпис
У дорослому футболі дебютував 1922 року виступами за команду АБ з Копенгагена. З 1923 року грав за одну з провідних німецьких команд того часу — «Гамбург». Ключовим гравцем команди не став, не зігравши за три роки жодного матчу у фінальному турнірі чемпіонату Німеччини.
У французьку команду «Стад Франсе» прийшов посеред сезону 1926-27, тому перший час виступав за резервну команду. З наступного сезону став центральним нападником першої команди. Став з командою чемпіоном Франції 1928. У фіналі «Стад Франсе» обіграв з рахунком 2:0 клуб «Турсонь», а Андруп забив другий гол у матчі.
В 1927 році був запрошений у збірну іноземців у французькому футболі, що зустрічалась зі збірною Франції-Б.
В 1929—1932 роках грав у команді «Ле-Везіне». Після цього ще два сезони провів у клубі «Клуб Франсе», у першому з яких був граючим тренером.
Під час Другої світової війни записався добровольцем-іноземцем до французької армії. Потрапив у полон, але втік і приєднався до руху опору у Франції.
Після війни тренував команди «Ам'єн», «Нансі» і «Страсбур».

## Титули і досягнення
- Чемпіон Франції: (1):

«Стад Франсе»: 1928
- Переможець Чемпіонату Парижу (1):

«Стад Франсе»: 1928
- Переможець Чемпіонату Півночі Німеччини (2):

«Гамбург»: 1924, 1925